# 邁澤恰特

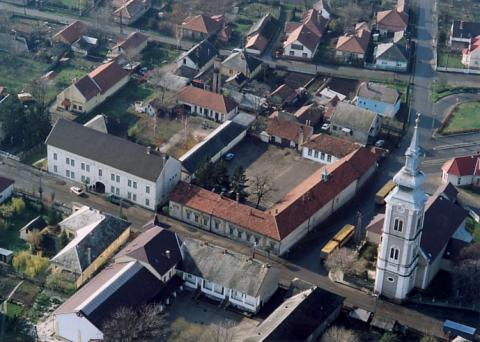

邁澤恰特是匈牙利的城鎮，位於該國東部，距離首府米什科爾茨35公里，由包爾紹德-奧包烏伊-曾普倫州負責管轄，面積103.08平方公里，2011年人口5,993，其中約一半居民信奉基督教。

## 外部連結
- The official site of the town （页面存档备份，存于）

47°49′N 20°55′E / 47.817°N 20.917°E